# Gradishtë (Fier)
Gradishtë is een plaats en voormalige gemeente in de stad (bashkia) Divjakë in de prefectuur Fier in Albanië. Sinds de gemeentelijke herindeling van 2015 doet Gradishtë dienst als deelgemeente en is het een bestuurseenheid zonder verdere bestuurlijke bevoegdheden. De plaats telde bij de census van 2011 7521 inwoners.